# Mallal
El Mallal és una mesura de capacitat per a grans i líquids, equivalent a 16 porrons.